# Clásico capitalino
Pour les articles homonymes, voir Clásico capitalino (homonymie).
La rivalité entre le Club América et l'UNAM Pumas, également connue sous le nom de Clásico capitalino, se réfère à l'antagonisme entre deux des principaux clubs de football de la ville de Mexico, le Club América créé en 1916 et le Club Universidad Nacional créé en 1954.
L'América évoluent au stade Azteca et les Pumas au stade olympique universitaire de Mexico.

## Histoire

### Origines de la rivalité
Les Pumas sont créés par la volonté de l'université nationale autonome du Mexique (UNAM) d'où leur nom d'UNAM Pumas tandis que l'América est un club aux résultats en dents de scie que le groupe télévisuel Telesystema rachète en 1959. Leur première opposition en première division date de 1962 et se place sous le signe de la rivalité sportive. Puis en quelques saisons seulement, une rivalité idéologique s'installe également entre les deux clubs où les Pumas incarnent un esprit bohème universitaire contre l'América qui symbolisent le monde des puissants et des décideurs. 

### De multiples Clásico en guise de final

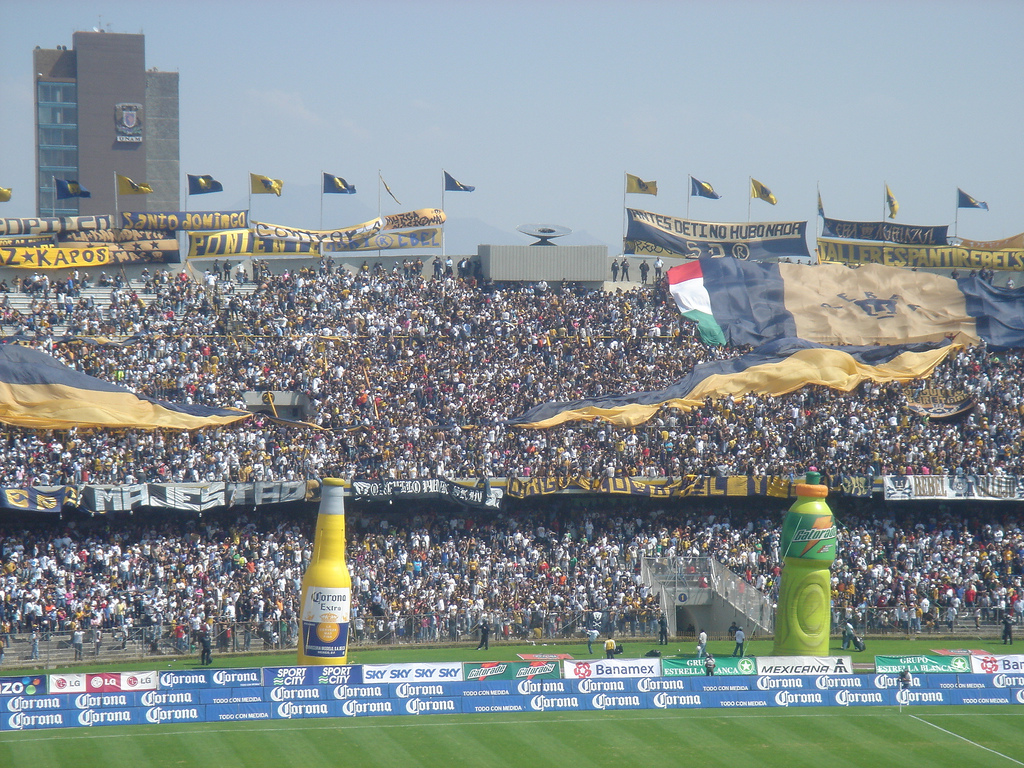
Supporters des UNAM Pumas, lors de l'Apertura 2005, le 30 octobre 2005, Pumas-América 1-2.

La première opposition pour l'obtention d'un titre est la finale aller-retour du championnat 1984-1985. Le match aller se déroule sur le terrain de l'América et se solde par un résultat de un but partout puis le match retour se voit finir sur un score nul et vierge. Un match d'appui est organisé sur terrain neutre au stade Corregidora de Querétaro où l'América l'emportent par trois buts à un.
L'América glane un second titre contre son rival qu'il batte par quatre buts à deux lors de la finale du championnat 1987-1988. Les rôles s'inversent pour la finale du championnat 1990-1991 et voit la victoire des Pumas sur l'América dont l'entraineur de l'équipe universitaire est Miguel Mejía Barón.
Les deux clubs se rencontrent en demi-finale aller-retour du Tournoi d'été 2002 et voit la qualification de l'América dans deux rencontres à la rivalité exacerbée.

### Joueurs formés contre joueurs recrutés
La rivalité se retrouve aussi dans le fait que de nombreux joueurs côtoient les deux clubs avec pour trajet récurrent d'être majoritairement formés à l'UNAM puis recrutés au cours de leur carrière par l'América. Hugo Sánchez en est l'exemple parfait.
Enrique Borja est formé aux Pumas, y effectue la majeure partie de sa carrière puis change de club pour aller à l'América. Il dispute en 1977 son dernier match professionnel et le hasard du calendrier lui offre une opposition contre les Pumas. Il y inscrit son unique but contre son club de cœur et repart à la fin du match avec le ballon grâce à la bienveillance de l'arbitre.

« Je rapporte ce ballon chez moi. Pas parce que j'ai marqué, mais pour toute l'histoire qu'il y a derrière. »

— Enrique Borja, à la fin du match América - Pumas, en 1977
Luis García est l'un des grands artisans du sacre 1991 des Pumas et finit meilleur buteur du championnat 1992 avec ce club. Passé à l'América, il élimine les Pumas lors d'une rencontre décisive pour l'acession aux plays-off 1996.

## Palmarès
| Club         | Supercoupe | Championnat | Coupe | Ligue des champions | Copa Interamericana |
| ------------ | ---------- | ----------- | ----- | ------------------- | ------------------- |
| UNAM Pumas   | 2          | 7           | 1     | 3                   | 1                   |
| Club América | 5          | 10          | 6     | 5                   | 2                   |

Parmi ces titres, certains sont acquis contre le rival. En confrontation directe lors d'une finale ou en confrontation indirecte par le biais d'une place de champion et du rival vice-champion.
- Titres acquis par l'UNAM aux dépens de l'América :
  - Championnat (1) : 1991[2].

- Titres acquis par l'América aux dépens de l'UNAM :
  - Championnat (2) : 1985 et 1988[2].
  - Supercoupe (1) : 2005[3].